# Lemhényi Réka
Lemhényi Réka (Kolozsvár, 1968. december 16. –) Balázs Béla-díjas magyar film- és televíziós vágó, egyetemi tanár.

## Életpályája
Középiskolai tanulmányait a helyi Báthory István Elméleti Líceumban végezte. Előbb divattervezőként végzett, majd két félévet töltött az ELTE BTK esztétika szakán. 1995-1998 között a Színház- és Filmművészeti Főiskola hallgatója volt, film- és televízió vágó szakon. 2009-2013 között szerezte mesterdiplomáját a Pannon Egyetem színháztudományi tanszékén. 2016-tól a Színház- és Filmművészeti Egyetem tanára, majd osztályvezető tanára.

## Filmes és televíziós munkái
- Valaki kopog (2000)
- Na végre, itt a nyár! (2002)
- Az ember aki nappal aludt (2003)
- Taxidermia (2006)
- Rózsaszín sajt (2009)
- Az ajtó (2012)
- Terápia (2012)
- Társas játék (2013)
- Szabadesés (2014)
- Válótársak (2015-2016)
- Vándorszínészek (2018)

## Díjai és kitüntetései
- Aranyolló-díj (2001)
- Balázs Béla-díj (2013)